# Vernate (Lombardia)
Vernate település Olaszországban, Lombardia régióban, Milánó megyében. Lakosainak száma 3364 fő (2023. január 1.). Vernate Calvignasco, Casorate Primo, Rognano, Trovo, Binasco, Casarile, Noviglio és Rosate községekkel határos.

## Népesség
A település lakossága az elmúlt években az alábbi módon változott:
| Lakosok száma | 3302 | 3365 | 3342 | 3364 |
|               | 2013 | 2017 | 2018 | 2023 |